# Alexandr II. Karađorđević
Alexandr II. Karađorđević (srbsky: Александар II. Карађорђевић / Aleksandar II. Karađorđević) (* 17. července 1945 v Claridge Hotelu v Londýně) je současným následníkem trůnu Srbska.

## Původ

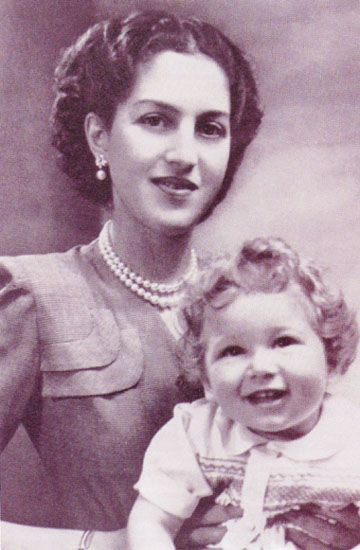
Alexandra Řecká se synem Alexandrem

Alexandr se narodil v Londýně jako jediný potomek jugoslávského krále v exilu Petra II. (1923–1970) a jeho ženy princezny Alexandry Řecké (1921–1993), dcery řeckého krále Alexandra I. z dynastie Schleswig-Holstein-Sonderburg-Glücksburg a jeho ženy Aspasie Manuové. Byl pokřtěn ve Westminsterském opatství, a jeho kmotrem byl král Jiří VI. Anglický a jeho nejstarší dcera, princezna Alžběta Alexandra Marie, pozdější královna Alžběta II.
Aby bylo umožněno malému následníkovi trůnu narodit se na jugoslávském území, prohlásil ministerský předseda Sir Winston Churchill (1874–1965) dne 17. července 1945 apartmá 212 v londýnském Claridge Hotelu na jeden den za státní území Jugoslávie. Pod lůžkem byla rozsypána vrstva jugoslávské zeminy, aby dítě spatřilo světlo světa na půdě své vlasti.
Přes svou babičku z otcovy strany Marii Rumunskou je potomkem středověkých srbských králů z dynastie Nemanjićů, Lazarovićů a Brankovićů:

## Život

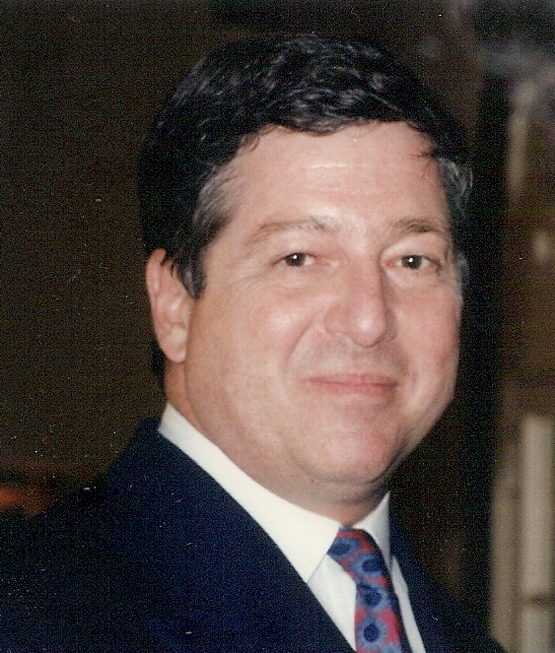
Korunni princ Alexander v roce 1992

Alexander strávil své dětství v Anglii, USA, Francii a Itálii. Navštěvoval švýcarskou univerzitu Le Rosey, (kde mimo jiné studovali perský šáh Réza a jeho manželka Soraya, králové Španělska, Belgie a Thajska, Karim Aga Khan IV., Princ Edward, vévoda z Kentu či Emanuel Filibert Savojský a další). Poté pokračoval na Vojenské akademii Culver (Indiana, USA), Gordonstoun School (Skotsko) a Millfield (Anglie).
Po ukončení studií na Millfieldu šel na britskou královskou vojenskou akademii a roku 1966 přestoupil k britské armádě jako důstojník. Sloužil v 16./5. The Queen`s Royal Lancers dosáhl hodnosti kapitána. Byl umístěn na Středním východě, v Severním Irsku, Itálii a Německé spolkové republice. Roku 1972 se stal dokonce britským mistrem armádních lyžařů. Krátce nato opustil armádu a věnoval se kariéře v oblasti mezinárodní diplomacie, kde může uplatnit své jazykové schopnosti. Hovoří vedle své mateřské srbštiny také anglicky, francouzsky, španělsky, německy a italsky.
Když jeho otec 3. listopadu 1970 v Denveru zemřel, převzal dědictví, a s ním spojené následnictví trůnu. Titulu krále však neužívá, neboť v exilu nemá prakticky žádný význam. Jelikož však jeho plné jméno zní "korunní princ Alexandr II. Jugoslávský", je zjevné, že se svého nároku na titul nebo dynastického práva na jugoslávský trůn nikdy skutečně nevzdal.
Poté, co bylo královské rodině v socialistické éře Jugoslávie odebráno občanství a majetek, byl Alexandrově rodině umožněn návrat z exilu teprve po svržení Miloševićova režimu roku 2000. Angažuje se jako nadstraník na poli demokratizace ve své vlasti a vyjednává pro svou zemi investice. Alexandr rovněž nabídl všem politikům Srbska rozhovor. Strana pro obnovu Srbska ministra zahraničních věcí Vuka Draškoviće (*1946) je myšlence restaurace monarchie nakloněna a chce dědice původní královské dynastie podpořit.
Vedle srbského občanství je držitelem také britského pasu.

## Sňatek a potomci

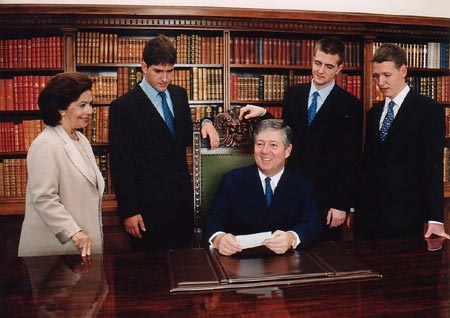
Princ Alexander se svými třemi syny a druhou manželkou v roce 2004

1. července 1972 se v Seville oženil s princeznou Marii da Glória Orleánsko-Braganzskou (* 13. prosince 1946), dcerou princee Pedra Gastãa Orleánského-Braganzy (1913–2007) a princezny Marie de la Esperanza Bourbonsko-Sicilské (1914–2005), která je zároveň sestřenicí španělského krále Juana Carlose I. (* 1938). Z manželství se narodili tři synové:
- Petr (* 5. února 1980)
- dvojčata Filip a Alexandr (* 15. ledna 1982)

Roku 1984 ve Washingtonu poznal Katharinu Claire Batis a 19. února 1985 se s první manželkou rozvedli. Jeho exmanželka se 22. října 1985 vdala za španělského vévodu Ignacia de Medina y Fernández de Córdoba, s nímž má dvě dcery, Marii de la Blanca a Lunu.
Ve druhém manželství se oženil 20. září 1985 v srbské pravoslavné katedrále v Londýně s rodilou Řekyní Katharinou Claire Batis (* 13. listopadu 1943), dcerou Roberta Batise a jeho ženy Anny Dosti. Mezi účastníky svatby byli například řecký exkrál Konstantin II. Řecký a ženichův strýc, Tomislav Jugoslávský. Pár je bezdětný.

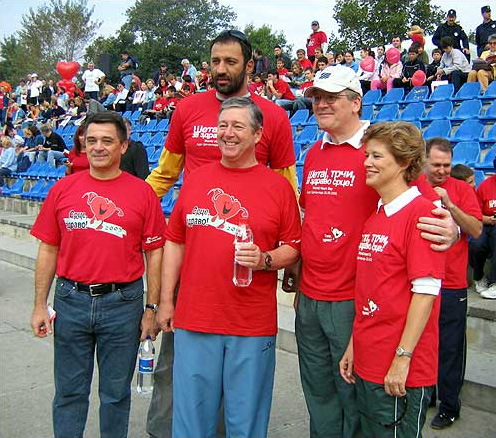
Alexandr Jugoslávský (vpředu, 2. zleva)

## Citáty
| „                            | Západ se vmanévroval mimo dění: hraje si svou válečnou videohru a to extrémně nebezpečnou. | “ |
| — Alexandr Jugoslávský; 1999 |                                                                                            |   |

| „                      | Nyní pro Srbsko nadešel skvostný okamžik, učinit pořádek ve vlastním domě – a sice podle našich vlastních měřítek. To měřítko se zve království celého Srbska. | “ |
| — Alexandr Jugoslávský | |   |

## Rodokmen
|                          |                         |  |               |                                 |  |  |  |  |  |  |  | Alexandr Karađorđević |
|                          |                         |  |               |                                 |  |  |  |  |  |  |  |                       |
|                          | Petr I. Karađorđević    |  |               |                                 |  |  |  |  |  |  |  |                       |
|                          |                         |  |               |                                 |  |  |  |  |  |  |  |                       |
|                          |                         |  |               | Persida Nenadović               |  |  |  |  |  |  |  |                       |
|                          |                         |  |               |                                 |  |  |  |  |  |  |  |                       |
|                          | Alexandr I. Jugoslávský |  |               |                                 |  |  |  |  |  |  |  |                       |
|                          |                         |  |               |                                 |  |  |  |  |  |  |  |                       |
|                          |                         |  |               | Nikola I. Petrović-Njegoš       |  |  |  |  |  |  |  |                       |
|                          |                         |  |               |                                 |  |  |  |  |  |  |  |                       |
|                          | Zorka Černohorská       |  |               |                                 |  |  |  |  |  |  |  |                       |
|                          |                         |  |               |                                 |  |  |  |  |  |  |  |                       |
|                          |                         |  |               | Milena Vukotić                  |  |  |  |  |  |  |  |                       |
|                          |                         |  |               |                                 |  |  |  |  |  |  |  |                       |
|                          | Petr II. Karađorđević   |  |               |                                 |  |  |  |  |  |  |  |                       |
|                          |                         |  |               |                                 |  |  |  |  |  |  |  |                       |
|                          |                         |  |               | Leopold Hohenzollernský         |  |  |  |  |  |  |  |                       |
|                          |                         |  |               |                                 |  |  |  |  |  |  |  |                       |
|                          | Ferdinand I. Rumunský   |  |               |                                 |  |  |  |  |  |  |  |                       |
|                          |                         |  |               |                                 |  |  |  |  |  |  |  |                       |
|                          |                         |  |               | Antonie Portugalská             |  |  |  |  |  |  |  |                       |
|                          |                         |  |               |                                 |  |  |  |  |  |  |  |                       |
|                          | Marie Rumunská          |  |               |                                 |  |  |  |  |  |  |  |                       |
|                          |                         |  |               |                                 |  |  |  |  |  |  |  |                       |
|                          |                         |  |               | Alfréd Sasko-Kobursko-Gothajský |  |  |  |  |  |  |  |                       |
|                          |                         |  |               |                                 |  |  |  |  |  |  |  |                       |
|                          | Marie Edinburská        |  |               |                                 |  |  |  |  |  |  |  |                       |
|                          |                         |  |               |                                 |  |  |  |  |  |  |  |                       |
|                          |                         |  |               | Marie Alexandrovna Romanovová   |  |  |  |  |  |  |  |                       |
|                          |                         |  |               |                                 |  |  |  |  |  |  |  |                       |
| Alexandr II. Jugoslávský |                         |  |               |                                 |  |  |  |  |  |  |  |                       |
|                          |                         |  |               |                                 |  |  |  |  |  |  |  |                       |
|                          |                         |  | Jiří I. Řecký |                                 |  |  |  |  |  |  |  |                       |
|                          |                         |  |               |                                 |  |  |  |  |  |  |  |                       |
|                          | Konstantin I. Řecký     |  |               |                                 |  |  |  |  |  |  |  |                       |
|                          |                         |  |               |                                 |  |  |  |  |  |  |  |                       |
|                          |                         |  |               | Olga Konstantinovna Ruská       |  |  |  |  |  |  |  |                       |
|                          |                         |  |               |                                 |  |  |  |  |  |  |  |                       |
|                          | Alexandr I. Řecký       |  |               |                                 |  |  |  |  |  |  |  |                       |
|                          |                         |  |               |                                 |  |  |  |  |  |  |  |                       |
|                          |                         |  |               | Fridrich III. Pruský            |  |  |  |  |  |  |  |                       |
|                          |                         |  |               |                                 |  |  |  |  |  |  |  |                       |
|                          | Žofie Dorotea Pruská    |  |               |                                 |  |  |  |  |  |  |  |                       |
|                          |                         |  |               |                                 |  |  |  |  |  |  |  |                       |
|                          |                         |  |               | Viktorie Sasko-Koburská         |  |  |  |  |  |  |  |                       |
|                          |                         |  |               |                                 |  |  |  |  |  |  |  |                       |
|                          | Alexandra Jugoslávská   |  |               |                                 |  |  |  |  |  |  |  |                       |
|                          |                         |  |               |                                 |  |  |  |  |  |  |  |                       |
|                          |                         |  |               | Thrasyvoulos Manos              |  |  |  |  |  |  |  |                       |
|                          |                         |  |               |                                 |  |  |  |  |  |  |  |                       |
|                          | Petros Manu             |  |               |                                 |  |  |  |  |  |  |  |                       |
|                          |                         |  |               |                                 |  |  |  |  |  |  |  |                       |
|                          |                         |  |               | Roxani Mavromichali             |  |  |  |  |  |  |  |                       |
|                          |                         |  |               |                                 |  |  |  |  |  |  |  |                       |
|                          | Aspasia Manuová         |  |               |                                 |  |  |  |  |  |  |  |                       |
|                          |                         |  |               |                                 |  |  |  |  |  |  |  |                       |
|                          |                         |  |               |                                 |  |  |  |  |  |  |  |                       |
|                          |                         |  |               |                                 |  |  |  |  |  |  |  |                       |
|                          | Maria Argyropuluová     |  |               |                                 |  |  |  |  |  |  |  |                       |
|                          |                         |  |               |                                 |  |  |  |  |  |  |  |                       |
|                          |                         |  |               |                                 |  |  |  |  |  |  |  |                       |
|                          |                         |  |               |                                 |  |  |  |  |  |  |  |                       |

Alexandr II. je vnuk řeckého krále Alexandra I., pravnuk rumunského krále Ferdinanda I. a prapravnuk černohorského krále Nikoly I. a německého císaře Fridricha III. Mezi jeho předky patří také britská královna Viktorie, portugalský král Ferdinand II. a ruský car Alexandr II.